# Streltscha
Streltscha (bulgarisch Стрелча) ist eine Stadt in der Oblast Pasardschik, Bulgarien mit 3821 Einwohnern (Stand: 2016).

## Geographie
Streltscha liegt im Tal des Flusses Luda Jana ca. 40 km nördlich von Pasardschik entfernt. Das Sredna Gora Gebirge liegt nördlich.
Die Strelcha Spur ein Gebirgskamm auf der Antarktischen Halbinsel wurde 2015 von der bulgarischen Kommission für Antarktische Geographische Namen nach Streltscha benannt.

## Wirtschaft und Tourismus
Streltscha ist seit 1969 anerkannter Kurort. Wichtigster Erwerbszweig ist der Rosenanbau zur Rosenölgewinnung.

## Partnerstädte
Seit Juni 2002 ist Streltscha Partnerstadt von Bleicherode.

## Bilder

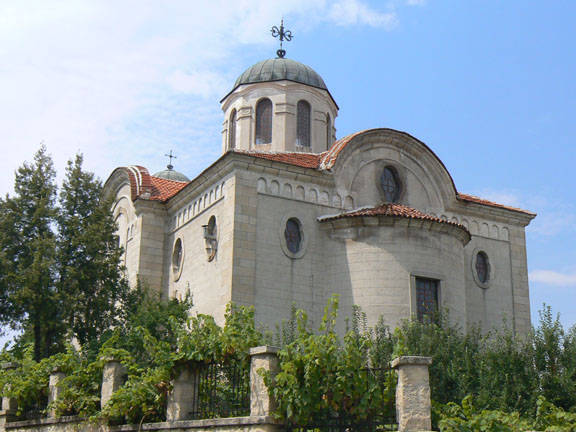
Kirche St. Michael
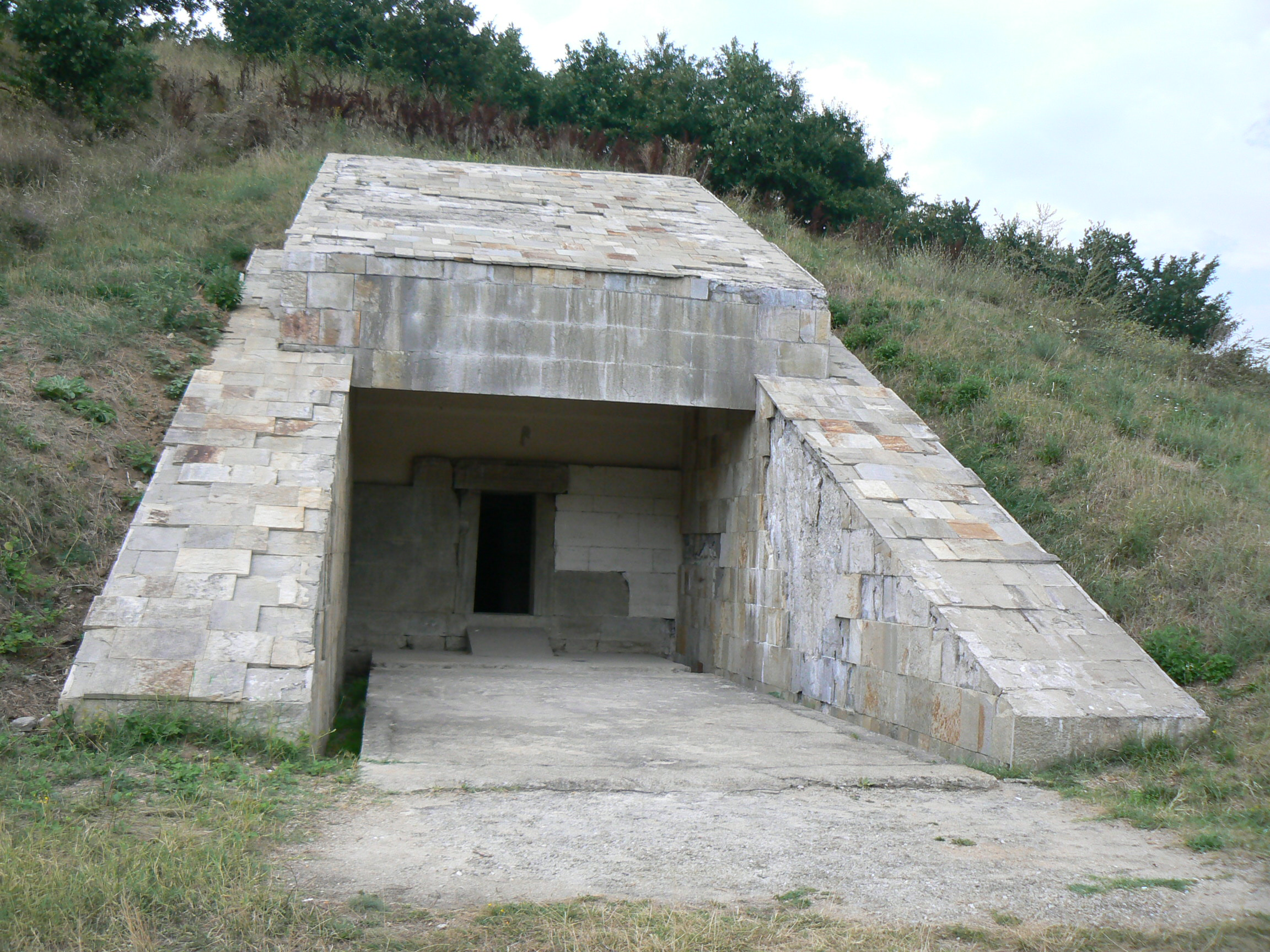
Thrakische Grabstätte